# Liste der Kulturdenkmale in Bordelum
In der Liste der Kulturdenkmale in Bordelum sind alle Kulturdenkmale der schleswig-holsteinischen Gemeinde Bordelum (Kreis Nordfriesland) und ihrer Ortsteile aufgelistet (Stand: 10. März 2025).

## Legende
In den Spalten befinden sich folgende Informationen:
- Objekt-ID: die Nummer des Kulturdenkmales
- Lage: die Adresse des Kulturdenkmales und die geographischen Koordinaten. Kartenansicht, um Koordinaten zu setzen. In der Kartenansicht sind Kulturdenkmale ohne Koordinaten mit einem roten Marker dargestellt und können in der Karte gesetzt werden. Kulturdenkmale ohne Bild sind mit einem blauen Marker gekennzeichnet, Kulturdenkmale mit Bild mit einem grünen Marker.
- Offizielle Bezeichnung: Bezeichnung des Kulturdenkmales
- Beschreibung: die Beschreibung des Kulturdenkmales
- Bild: ein Bild des Kulturdenkmales

## Sachgesamtheiten
| Objekt-ID      | Lage                                     | Offizielle Bezeichnung | Beschreibung | Bild                             |
| -------------- | ---------------------------------------- | ---------------------- | --- | -------------------------------- |
| 40605 Wikidata | Kirchenweg (54° 38′ 17″ N, 8° 56′ 31″ O) | Kirche St. Nikolai     | Aktualisierung vorgesehen - Begründung: geschichtlich, künstlerisch, städtebaulich, Kulturlandschaft prägend - Schutzumfang: Kirche St. Nikolai mit Ausstattung, Glockenhaus, Kirchhof, Grabmale bis 1870, Kirchhofspforte, Feldsteinwall | weitere Fotos \| Fotos hochladen |

## Bauliche Anlagen
| Objekt-ID      | Lage                                               | Offizielle Bezeichnung             | Beschreibung | Bild                             |
| -------------- | -------------------------------------------------- | ---------------------------------- | --- | -------------------------------- |
| 4292 Wikidata  | Alte Dorfstraße 3 (54° 38′ 16″ N, 8° 54′ 41″ O)    | Geesthardenhaus                    | Geesthardenhaus; ca. 2. H. 18./1. H. 19. Jh.; eingeschossiger, traufständiger Backsteinbau unter Reetdach, Wohnteil nach Westen mit scheitrechten Fenstern und Ladegiebel, Stallteil nach Osten mit Lootor und Stalltür - Begründung: geschichtlich, Kulturlandschaft prägend - Schutzumfang: gesamtes Objekt - Denkmaltyp: Bauliche Anlage                                                                 | BW                               |
| 4328 Wikidata  | Dorfstraße 43 (54° 38′ 8″ N, 8° 55′ 30″ O)         | Kate Hackert                       | Kate; Ende 18./1. H. 19. Jh.; eingeschossiger kubischer Backsteinbau unter reetgedecktem Walmdach, scheitrechte Fensteröffnungen, kleiner Ladegiebel über dem segmentbogenförmigen Eingang - Begründung: geschichtlich, Kulturlandschaft prägend - Schutzumfang: gesamtes Objekt - Denkmaltyp: Bauliche Anlage                                                                                              | BW                               |
| 4293 Wikidata  | Dorfstraße 85 (54° 38′ 33″ N, 8° 54′ 28″ O)        | Geesthardenhaus                    | Alteintragung (Aktualisierung vorgesehen) - Begründung: geschichtlich, wissenschaftlich, städtebaulich - Schutzumfang: gesamtes Objekt - Denkmaltyp: Bauliche Anlage | Fotos hochladen                  |
| 4285 Wikidata  | Kirchenweg 6 (54° 38′ 0″ N, 8° 56′ 25″ O)          | Uthländisches Haus                 | Uthländisches Haus; um 1873, Kern evtl. älter; ehem. Dreikanthof, langgestreckter, traufständiger Backsteinbau mit Zierfriesen, reetgedecktes Schopfwalmdach, Wohnteil mit Zwerchhaus und scheitrechten Fenster- und Türöffnungen - Begründung: geschichtlich, städtebaulich, Kulturlandschaft prägend - Schutzumfang: Uthländisches Haus, Feldsteinmauer, Torpfeiler, Garten - Denkmaltyp: Bauliche Anlage | BW                               |
| 2679 Wikidata  | Kirchenweg (54° 38′ 17″ N, 8° 56′ 31″ O)           | Kirche St. Nikolai mit Ausstattung | Alteintragung (Aktualisierung vorgesehen) - Begründung: geschichtlich, künstlerisch, städtebaulich - Schutzumfang: Kirche St. Nikolai mit Ausstattung, Glockenhaus - Denkmaltyp: Bauliche Anlage, Sachgesamtheit: Kirche St. Nikolai | weitere Fotos \| Fotos hochladen |
| 4304 Wikidata  | Moorweg 4 (54° 40′ 28″ N, 9° 0′ 56″ O)             | Ödlandhof                          | Ödlandhof; 1927, Architekt Heinrich Stav; weiß geschlämmter, eingeschossiger Backsteinbau unter pfannengedecktem Schopfwalmdach, stark plastisches Traufgesims, Backsteinverdachungen über den Fenstern - Begründung: geschichtlich, Kulturlandschaft prägend - Schutzumfang: gesamtes Äußeres - Denkmaltyp: Bauliche Anlage                                                                                | BW                               |
| 4303 Wikidata  | Noa de Mergelschacht 1 (54° 39′ 11″ N, 9° 0′ 7″ O) | Geesthardenhaus                    | Geesthardenhaus; 1824; Ziegelbau auf T-förmigem Grundriss, reetgedecktes Walmdach und drei Tore in der Südfassade, Wirtschaftsteil teils ausgebaut, aber ablesbar, z.T. neues Mauerwerk, Dachausbau mit Leseberg-Gauben - Begründung: geschichtlich, Kulturlandschaft prägend - Schutzumfang: gesamtes Objekt - Denkmaltyp: Bauliche Anlage                                                                 | BW                               |
| 4286 Wikidata  | Süderende 6 (54° 37′ 50″ N, 8° 56′ 29″ O)          | Kate                               | Kate; wohl 19. Jh.; kleiner, eingeschossiger, traufständiger Backsteinbau unter reetgedecktem Walmdach, südlich Wohnräume, nördlich ehem. Stallteil mit Ladegiebel - Begründung: geschichtlich, Kulturlandschaft prägend - Schutzumfang: gesamtes Objekt - Denkmaltyp: Bauliche Anlage | BW                               |
| 32425 Wikidata | Westerende 4 (54° 39′ 9″ N, 8° 59′ 44″ O)          | Kate                               | Kate; 1862; eingeschossiger, traufständiger Backsteinbau unter reetgedecktem Schopfwalmdach, sorgfältiges Mauerwerk mit Zahlen- und Initialankern, mittiger Hauseingang, Segmentbogenfenster, Heuluke - Begründung: geschichtlich, Kulturlandschaft prägend - Schutzumfang: gesamtes Objekt - Denkmaltyp: Bauliche Anlage                                                                                   | BW                               |
| 4298 Wikidata  | Westerende 9 (54° 39′ 11″ N, 8° 54′ 18″ O)         | Kate                               | Kate; ca. Mitte 19. Jh.; kleiner, eingeschossiger Backsteinbau unter reetgedecktem Walmdach, Westseite mit scheitrechtem Eingang und einem Sprossenfenster, Ostseite mit zwei scheitrechten Sprossenfenstern - Begründung: geschichtlich, Kulturlandschaft prägend - Schutzumfang: gesamtes Objekt - Denkmaltyp: Bauliche Anlage                                                                            | BW                               |
| 32427 Wikidata | Westerende 15 (54° 39′ 12″ N, 8° 54′ 9″ O)         | Bauernhaus                         | Bauernhaus; 1863; eingeschossiger, traufständiger Backsteinbau unter reetgedecktem Schopfwalmdach, mittiges Zwerchhaus, gleichmäßig angeordnete Segmentbogenfenster - Begründung: geschichtlich, städtebaulich, Kulturlandschaft prägend - Schutzumfang: gesamtes Objekt - Denkmaltyp: Bauliche Anlage | BW                               |

## Gründenkmale
| Objekt-ID      | Lage                                     | Offizielle Bezeichnung | Beschreibung | Bild |
| -------------- | ---------------------------------------- | ---------------------- | --- | ---- |
| 19441 Wikidata | Kirchenweg (54° 38′ 17″ N, 8° 56′ 32″ O) | Kirchhof               | Alteintragung (Aktualisierung vorgesehen) - Begründung: geschichtlich, Kulturlandschaft prägend - Schutzumfang: Kirchhof, Grabmale bis 1870, Kirchhofspforte, Feldsteinwall - Denkmaltyp: Gründenkmal, Sachgesamtheit: Kirche St. Nikolai | BW   |

## Quelle
- Liste der Kulturdenkmale in Schleswig-Holstein – Kreis Nordfriesland (PDF)

- Karte mit allen Koordinaten:
- OSM |
- WikiMap